# ATBF1
ATBF1‏ (Zinc finger homeobox 3) هوَ بروتين يُشَفر بواسطة جين ATBF1 في الإنسان.